# Roberto Noble
Roberto Jorge Noble (Ciudad de Buenos Aires, 9 de septiembre de 1902-Villa del Totoral, 12 de enero de 1969) fue un periodista, político y empresario argentino. Fue fundador del diario Clarín.

## Actividad política
Había empezado luchando por la Reforma Universitaria (sancionada en 1918), cuando era apenas un adolescente. Fue dirigente juvenil del Partido Socialista y se sumó a la corriente rebelde que en 1927 se convirtió en el Partido Socialista Independiente (PSI)[cita requerida]. En 1930, ya abogado, fue elegido diputado por la Capital Federal en elecciones legítimas, pero cesa el 6 de septiembre de ese año a raíz del golpe de Estado encabezado por José Félix Uriburu. En los comicios del año siguiente organizados por la dictadura, en los que fue proscripta la Unión Cívica Radical, su partido formó parte de la alianza oficialista llamada la Concordancia, junto con el Partido Demócrata Nacional y la Unión Cívica Radical Antipersonalista. El PSI quedó en segundo lugar en el distrito Capital Federal y obtuvo 10 diputados nacionales en total en todo el país, entre los que se encontraba Noble, que fue designado como uno de los vicepresidentes de la Cámara, cuya presidencia ejercía Manuel Fresco. Uno de los primeros proyectos de su bancada fue el de la ley de Justicia de Paz Letrada, que impedía abusos y arbitrariedades por parte de magistrados que muchas veces se habían convertido en instrumentos políticos. 
Su partido impulsó el proyecto de Ley de Propiedad Intelectual y Artística, que se aprobó como Ley 11.723, destinado a promover los derechos de autor de escritores, compositores y músicos, en base al texto que redactó Noble. que dio paso a la creación posterior de la Comisión Nacional de Cultura, que Noble presidió, y del Teatro Nacional. 
Además, participó en la Cámara de Diputados del debate sobre el Pacto Roca-Runciman que se aprobó mediante la ley 11.693, compartiendo el apoyo dado al mismo por su partido. En ese convenio Gran Bretaña se comprometía a seguir comprando carnes argentinas en tanto y en cuanto su precio fuera menor al de los demás proveedores mundiales. Como contrapartida, Argentina aceptaba la liberación de impuestos para productos ingleses y tomaba el compromiso de no habilitar frigoríficos de capitales nacionales.
Cuando en 1936  en comicios fraudulentos fue elegido Manuel Fresco como gobernador de la provincia de Buenos Aires, Noble asume el Ministerio de Gobierno, el más importante del gabinete, que ejerce hasta que es forzado a renunciar en 1939 por el nuevo presidente Roberto Ortiz acusado de algunos manejos de fondos públicos poco claros y de su responsabilidad en  unos escandalosos comicios por la manera como se alteraban las urnas. Una de sus últimas medidas de gobierno fue la inauguración de LS11 Radio Provincia, perteneciente al estado provincial.
Al dejar el Ministerio se dedicó durante 3 años a la actividad agropecuaria en un campo de 3.000 hectáreas que había adquirido en la localidad de Quiroga, en el partido de Nueve de Julio en la provincia de Buenos Aires mientras era funcionario, pero no le fue bien económicamente, aparentemente porque la extensión no era lo suficientemente grande para ser explotada con provecho.

## Actividad periodística
De muy joven Noble trabajó en la sección deportiva del diario La Nación, fue luego uno de los fundadores del semanario Crítica Social y, ya en el partido Socialista Independiente fue primero subdirector y luego director del periódico Libertad, fundado por Antonio De Tomaso para servir como portavoz del partido. Trabajó además en el diario Concordancia, que era el órgano del bloque de diputados de dicho partido creado a partir del golpe de 1930. 

En 1945 encaró un proyecto que significaba un cambio trascendental en su vida: abandonó la actividad política directa y se abocó a la creación del Diario Clarín, para lo cual empeñó su patrimonio.

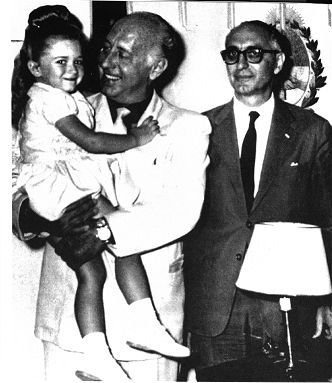
Roberto Noble abrazando a su hija, atrás el presidente Arturo Frondizi.

El nuevo diario Clarín apareció el 28 de agosto de 1945 con una tirada inicial de 60.000 ejemplares y en muy poco tiempo incrementó su tirada entre los matutinos nacionales. Bajo el lema «Un toque de atención argentino a los problemas argentinos», el diario se destacó  por su innovador formato de página tabloide y se agotó en su primer día en Buenos Aires. En su tapa contenía grandes titulares deportivos con abreviatura de introducción de texto debajo y relativamente abundantes ilustraciones cada una, la primera página servía sobre todo como una tabla de contenido invitando al lector a mirar adentro para más. El título se colocó para dar cabida a la disposición y se podía encontrar en cualquier lugar en la mitad superior del papel. Este diseño, una novedad en 1945, más tarde influyó en frente páginas de los periódicos de todo el mundo. Visto por primera vez entre los tabloides británicos, el formato había sido adoptado por los diarios de noticias como USA Today y The Guardian.
En 1960, un conjunto de editoriales con lineamientos para el desarrollo nacional fue agrupado en el libro "Argentina Potencia Mundial". A éste le siguieron "La hora decisiva. Cuando se anulan los contratos petroleros" y "Satelismo contra soberanía", en 1964.

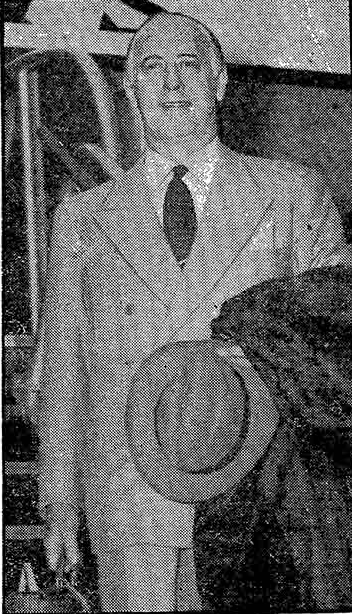
Roberto Noble en octubre de 1955.

## Familia
Roberto Noble era hijo de Pedro Jorge Noble y de María Larrosa. Tenía un hermano mayor llamado Julio Argentino Noble (1896-1960), quien estaba casado con María Elena Delfina Mitre Negrotto (1904-1986), bisnieta del presidente Bartolomé Mitre. Los nietos de estos últimos, hijos del político radical Julio Saguier, se convertirían en propietarios del Grupo La Nación en los años 90.
Se casó por primera vez en México, el 31 de diciembre de 1958, con Marta María Guadalupe Zapata Timberlake. Se trataba de un tipo de "matrimonio" usado solamente con una finalidad "social" por algunos argentinos que habían tenido un matrimonio previo. La pareja tuvo ese mismo año una hija: Guadalupe Georgette Noble.
Al comienzo de la década de 1960 Noble y Zapata Timberlake se divorciaron vía México ("divorcio" que no tenía efecto alguno en Argentina, desde el momento que se refería a un matrimonio "inexistente"). En 1967 se casó con Ernestina Laura Herrera, a quien conocía desde comienzos de la década de 1950, haciéndolo ambos con la condición legal de solteros.
Su hija Guadalupe estuvo en pareja con el músico Enrique Llopis, con quien tuvo una hija: Sara Llopis Noble.

## Fallecimiento
Noble falleció el 12 de enero de 1969, dejando a su esposa el control del diario Clarín. Los herederos legales de Noble fueron su esposa Ernestina Herrera y su hija Guadalupe, quienes luego de muchos años de batallas legales llegaron a un acuerdo para la división de la herencia.

## Reconocimientos
A lo largo de su vida, el abogado Noble recibió numerosos reconocimientos por su labor. Entre ellos la Orden Militar de San Lázaro y la Gran Cruz de la Soberana Orden de Malta[cita requerida] –ambas en 1951–, el nombramiento de caballero de la Orden de Isabel la Católica, de parte de la dictadura de Franco en España –en 1953–, el Premio María Moors Cabot –en 1955–, la gran cruz de la Orden del Mérito Civil —en 1965—, la Orden al Mérito de la República Italiana –en 1969– y, de manera póstuma, su esposa recibió en su nombre la Legión de Honor en el grado de caballero, en 1973. El escritor César Tiempo lo describió como un hombre que "sabía hacerse escuchar por los que sólo se escuchan a sí mismos".